# Culicoides mirsae
Culicoides mirsae är en tvåvingeart som beskrevs av Ortiz 1953. Culicoides mirsae ingår i släktet Culicoides och familjen svidknott. Inga underarter finns listade i Catalogue of Life.